# Saint-Marc Girardin
Marc Girardin, zvaný Saint-Marc Girardin (19. února 1801 Paříž – 1. ledna 1873 Morsang-sur-Seine) byl francouzský politik a literární kritik.
Působil jako profesor francouzské poezie na collège Louis-le-Grand a na Sorbonně.
Byl kritikem v Journal des Débats a spolupracoval s La Revue des Deux Mondes, členem Francouzské akademie byl zvolen roku 1844.

## Dílo
- Tableau de la littérature française au XVIe siècle (1829)
- Notices politiques et littéraires sur l'Allemagne (1835)
- Cours de littérature dramatique, ou De l'usage des passions dans le drame (5 svazků, 1843–1868)
- Essais de littérature et de morale (2 svazky, 1845)
- De l'Instruction intermédiaire et de ses rapports avec l'instruction secondaire (1847)
- Souvenirs de voyages et d'études (2 svazky, 1852–1853)
- Souvenirs et réflexions politiques d'un journaliste (1859)
- Des Traités de commerce selon la Constitution de 1852 (1860)
- La Syrie en 1861. Condition des chrétiens en Orient (1862)
- La Fontaine et les fabulistes (2 svazky, 1867)
- Jean-Jacques Rousseau, sa vie et ses ouvrages (2 svazky, 1876)